# EN Jan Kiepura

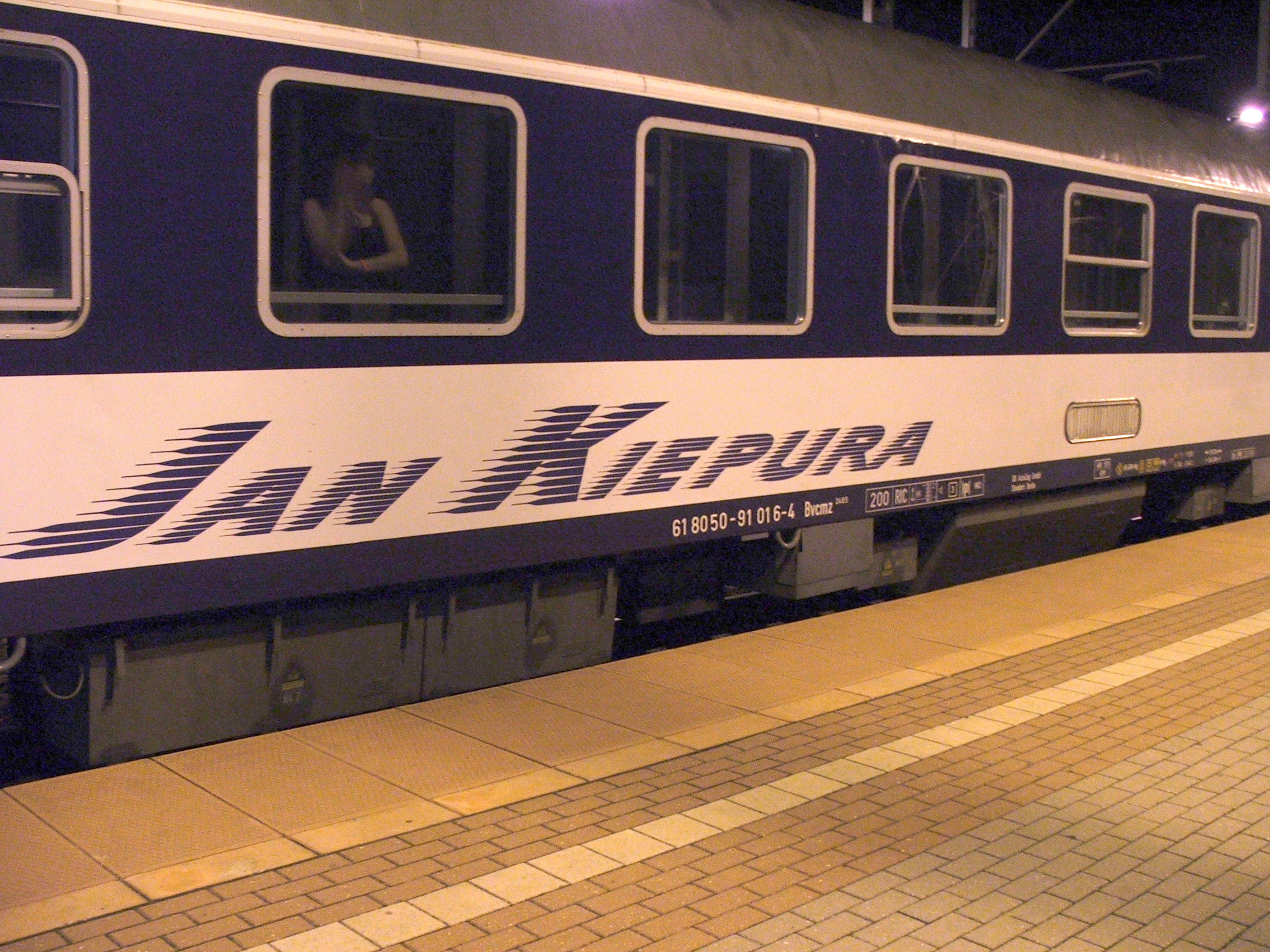
EN Jan Kiepura

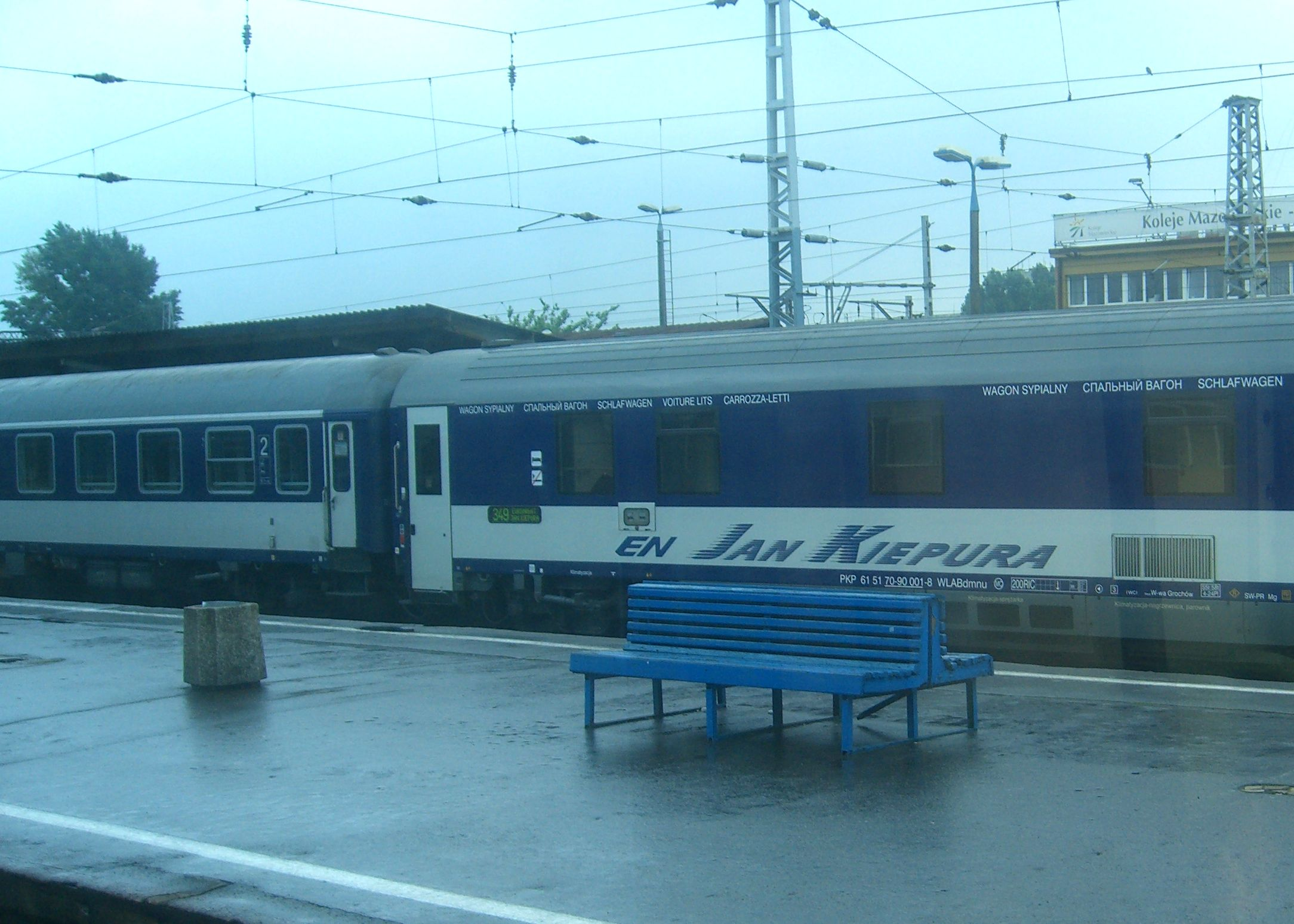
Wagony sypialne EN Jan Kiepura

EN 446/447 Jan Kiepura – były międzynarodowy pociąg PKP kategorii EuroNight kursujący pomiędzy Warszawą Wschodnią a Köln Hauptbahnhof. 

## Kursowanie

### Historia
Pociąg rozpoczął kursowanie w latach dziewięćdziesiątych jako pociąg relacji Warszawa – Kolonia, po czym na przestrzeni lat zmieniał swoje kierunki kolejno do: Brukseli, Frankfurtu nad Menem, Monachium, Innsbrucku, Amsterdamu, Oberhausen, Kolonii. W 2016 r. wydano decyzję o wstrzymaniu kursowania Kiepury w rozkładzie jazdy 2016/2017.

### Trasa pociągu w rozkładzie jazdy grudzień 2015 – grudzień 2016[3][4]
| Kierunek: | Köln Hauptbahnhof         | Warszawa Wschodnia        |
| --------- | ------------------------- | ------------------------- |
| Stacja 1  | Warszawa Wschodnia        | Köln Hauptbahnhof         |
| Stacja 2  | Warszawa Centralna        | Düsseldorf Hauptbahnhof   |
| Stacja 3  | Warszawa Zachodnia        | Duisburg Hauptbahnhof     |
| Stacja 4  | Kutno                     | Essen Hauptbahnhof        |
| Stacja 5  | Konin                     | Dortmund Hauptbahnhof     |
| Stacja 6  | Poznań Główny             | Hamm (Westf)              |
| Stacja 7  | Zbąszynek                 | Bielefeld Hauptbahnhof    |
| Stacja 8  | Świebodzin                | Minden (Westf)            |
| Stacja 9  | Rzepin                    | Hannover Hauptbahnhof     |
| Stacja 10 | Frankfurt (Oder)          | Braunschweig Hauptbahnhof |
| Stacja 11 | Berlin Ostbahnhof         | Magdeburg Hauptbahnhof    |
| Stacja 12 | Berlin Hauptbahnhof       | Brandenburg Hauptbahnhof  |
| Stacja 13 | Potsdam Hauptbahnhof      | Potsdam Hauptbahnhof      |
| Stacja 14 | Brandenburg Hauptbahnhof  | Berlin Hauptbahnhof       |
| Stacja 15 | Magdeburg Hauptbahnhof    | Berlin Ostbahnhof         |
| Stacja 16 | Braunschweig Hauptbahnhof | Frankfurt (Oder)          |
| Stacja 17 | Hannover Hauptbahnhof     | Rzepin                    |
| Stacja 18 | Minden (Westf)            | Świebodzin                |
| Stacja 19 | Bielefeld Hauptbahnhof    | Zbąszynek                 |
| Stacja 20 | Hamm (Westf)              | Poznań Główny             |
| Stacja 21 | Dortmund Hauptbahnhof     | Konin                     |
| Stacja 22 | Essen Hauptbahnhof        | Kutno                     |
| Stacja 23 | Duisburg Hauptbahnhof     | Warszawa Zachodnia        |
| Stacja 24 | Düsseldorf Hauptbahnhof   | Warszawa Centralna        |
| Stacja 25 | Köln Hauptbahnhof         | Warszawa Wschodnia        |

### Film
W 2010 roku w pociągu, podczas jazd Warszawa – Amsterdam i Amsterdam – Warszawa został nagrany film dokumentalny pt. „Najlepsze kąski na wagonach” w reżyserii Jacka Kędzierskiego.

## Skład
W skład pociągu wchodziły następujące wagony:
| Typ wagonu                                   | Liczba wagonów |
| -------------------------------------------- | -------------- |
| Wagon osobowy, tzw. sliperetka (sleeperette) | 1              |
| Wagon sypialny                               | 2              |
| Wagon z miejscami do leżenia, tzw. kuszetka  | 1              |